# Eugen Lecher
Eugen Lecher (* 26. März 1895 in Dornbirn; † 17. Mai 1980 in Dornbirn-Haselstauden) war ein österreichischer Politiker und Sparkassendirektor. Er war von 1934 bis 1938 Abgeordneter zum Vorarlberger Landtag. 

## Ausbildung und Beruf
Lecher besuchte die Volksschule in Haselstauden und die Oberrealschule in Dornbirn. 1914 legte er die Matura ab und wurde in der Folge zum Militär eingezogen, wo er zwischen 1915 und 1918 Kriegsdienst beim II. Tiroler Kaiserjägerregiment leistete. Nach dem Ablegen der Ergänzungsmatura am Gymnasium Feldkirch im Jahr 1919 besuchte er zwischen 1920 und 1921 Abiturientenkurs an der Handelsakademie in Innsbruck, zudem studierte er von 1918 bis 1921 Rechtswissenschaften in Innsbruck. 1921 schloss er sein Studium mit der Promotion zum Dr. iur. an der Universität Innsbruck ab. Er war daraufhin beruflich von 1921 bis 1925 als Richteranwärter in Dornbirn und Feldkirch tätig und legte 1925 die Richteramtsprüfung ab. In der Folge war er jedoch von 1925 bis 1968 als Direktor der Dornbirner Sparkasse beschäftigt. Des Weiteren leistete er zwischen 1942 und 1945 Kriegsdienst im Zweiten Weltkrieg und war zwischen 1945 und 1946 in sowjetischer Kriegsgefangenschaft.

## Politik und Funktionen
Lecher war von 1929 bis 1934 Mitglied der Gemeindevertretung von Dornbirn und wurde 1934 als Standesvertreter des Geld-, Kredit- und Versicherungswesens vom Vorarlberger Landeshauptmann zum Mitglied des Ständischen Landtags berufen. Er gehörte in der Folge während der Zeit des Ständestaates bzw. des Austrofaschismus vom 14. November 1934 bis zum Anschluss Österreichs am 12. März 1938 dem Landtag an und war im Sitzungsjahr 1934/35 Obmann im Finanzausschuss.
Er gehörte ab 1926 dem Vorstand des Hauptverbandes der österreichischen Sparkassen in Wien an und war ab 1955 Mitglied der Geschäftsführung dieses Verbandes. Des Weiteren war er als Mitglied der Landesleitung der Vaterländischen Front von Vorarlberg aktiv und Vertreter des Geld-, Kredit- und Versicherungswesens im Beirat der Landesleitung. Er engagierte sich zudem von 1929 bis 1938 als Verwaltungsrat der Vorarlberger Kraftwerke AG und der Landeselektrizitätsgesellschaft und fungierte 1947 als Kammerrat der Kammer der gewerblichen Wirtschaft und ab 1948 als Obmann der Sektion Geld-, Kredit- und Versicherungswesen der Vorarlberger Handelskammer. Er war zudem ab 1947 Aufsichtsrat der Girozentrale der österreichischen Sparkassen in Wien und ab 1957 dessen Vizepräsident. Des Weiteren engagierte er sich als Obmann des Verkehrsvereines Dornbirn, war Mitbegründer und Vorsitzender des Verwaltungsrates der Export- und Mustermesse Dornbirn sowie Mitglied des Kuratoriums des Wirtschaftsförderungsinstitut. Die Rotariern  unterstützte er als Schatzmeister, in der Vorarlberger Handelskammer stand er dem Finanzausschuss als Obmann vor. Des Weiteren war er Mitglied des Aufsichtsrates der Steiermärkischen Bank in Graz.

## Privates
Eugen Lecher wurde als Sohn des Seidendruckers Johann Lecher (1865–1949) und dessen Gattin Theresia Humpeler (1868–1953). Er heiratete am 16. August 1926 in Dornbirn Hermine Mäser (1903–1947) und wurde in der Folge zwischen 1927 und 1938 Vater von drei Kindern. Nach dem Tod seiner ersten Ehefrau heiratete Lecher am 26. November 1955 in Linz die in Schärding geborene Gisela Josefine Rosa Scherer (verwitwete Glass), wobei diese Ehe kinderlos blieb.

## Auszeichnungen
- Ernennung zum Kommerzialrat (1950)
- Großes Goldenes Ehrenzeichen der Republik Österreich (1965)
- Großes Silbernes Ehrenmedaille der Vorarlberger Handelskammer (1968)
- Verleihung des Rotary-Abzeichens mit Brillant (1969)
- Großes Verdienstzeichen des Landes Vorarlberg (1979)